# Martijn Meeuwis
Martijn Meeuwis (Moergestel, 14 juli 1982) is een voormalige Nederlands honkballer.
Meeuwis, een rechtshandig gooiende en slaande achtervanger en buitenvelder begon op zesjarige leeftijd met honkbal bij de vereniging Roef in Moergestel. Met 11 jaar ging hij naar de Twins in Oosterhout waar hij in 1999 debuteerde in het eerste herenteam in de hoofdklasse. Toen de Twins in 1999 degradeerde bleef Meeuwis bij de club totdat deze in 2003 terugkwamen in de hoofdklasse en hij in dat jaar zijn eerste volledige seizoen in de hoofdklasse speelde. Na opnieuw degradatie verhuisde hij in 2005 naar HCAW in Bussum waar hij tot 2007 voornamelijk als buitenvelder voor uitkwam. In 2005 was hij een van de sterkere slagmannen van de Bussumse ploeg en sloeg in 39 wedstrijden 42 honkslagen en behaalde daarmee een slaggemiddelde van .304, sloeg 26 punten binnen en 23 runs. Ook sloeg hij dat jaar de meeste driehonkslagen met vijf van de gehele hoofdklasse. In 2007 ging hij over naar Neptunus en kon daar weer achtervanger worden. Ook hier had hij een hoog slaggemiddelde met 25 hits in 25 wedstrijden en behaalde een slaggemiddelde van .294. Tot op heden sloeg hij de meeste binnengeslagen punten in de hoofdklasse met 24 en heeft op de in Nederland spelende Cubaan Fausto Alvarez na de meeste homeruns op zijn naam met vier. Tot aan het seizoen 2007 speelde Meeuwis in totaal 78 wedstrijden in de hoofdklasse.
Begin 2007 werd hij geselecteerd voor het Nederlands honkbalteam door bondscoach Robert Eenhoorn. Op 28 juli 2007 maakte hij zijn debuut met het team tijdens de wedstrijd tegen Team USA in het Durham Bulls Athletic Park in Amerika. Zijn tweede wedstrijd was een week later in Rotterdam tijdens het World Port Tournament. Ook hier was Amerika de tegenstander en was Meeuwis pinchhitter in de achtste inning. Hij kwam tijdens dat toernooi in vier wedstrijden uit, kreeg in totaal zes slagbeurten en behaalde 1 honkslag. In 2007 speelde hij verder mee tijdens de wereldkampioenschappen in Taiwan waar het team de vierde plaats behaalde. In 2008 werd hij opgenomen in de definitieve selectie voor het team wat meedeed aan de Olympische Spelen van Peking. In 2011 keerde hij terug naar de vereniging waarbij hij in de hoofdklasse was begonnen, de Twins waarvoor hij tot het eind van 2013 zou uitkomen in de overgangsklasse. Op zaterdag 7 september speelde hij zijn laatste wedstrijd waarbij het team kampioen werd.
Sharnol Adriana · 
David Bergman · 
Leon Boyd · 
Yurendell de Caster · 
Rob Cordemans · 
Dave Draijer · 
Michael Duursma · 
Bryan Engelhardt · 
Percy Isenia · 
Sidney de Jong · 
Michiel van Kampen · 
Eugene Kingsale · 
Dirk van 't Klooster · 
Roel Koolen · 
Raily Legito · 
Diego Markwell · 
Shairon Martis · 
Martijn Meeuwis · 
Danny Rombley · 
Jeroen Sluijter · 
Tjerk Smeets · 
Alexander Smit · 
Juan Carlos Sulbaran · 
Pim Walsma